# Tectaria tahitensis
Tectaria tahitensis är en ormbunkeart som beskrevs av William Ralph Maxon. Tectaria tahitensis ingår i släktet Tectaria och familjen Tectariaceae. Inga underarter finns listade.